# گری وندرمولن
گری وندرمولن (انگلیسی: Gary Vandermolen؛ زادهٔ ۲ مهٔ ۱۹۶۰) بازیکن فوتبال اهل بریتانیا است.
از باشگاه‌هایی که در آن بازی کرده‌است می‌توان به باشگاه فوتبال ساوتند یونایتد، باشگاه فوتبال بیتار اورشلیم، و باشگاه فوتبال ویمبلدون اشاره کرد.